# LP1 (album de FKA twigs)
Pour les articles homonymes, voir LP1.
Albums de FKA twigs
EP2
(2013) EP3
(2015)
Singles
1. Two Weeks
Sortie : 24 juin 2014
2. Pendulum
Sortie : 29 juillet 2014
3. Give Up
Sortie : 30 septembre 2014
4. Video Girl
Sortie : 13 octobre 2014

LP1 est le premier album studio de l'artiste britannique FKA twigs, sorti le 6 août 2014.

## Critiques
L'album a reçu beaucoup de critiques, la plupart très positives. Un certain nombre de magazines ou de sites internet l'ont même intégré à des classements des meilleurs albums annuels.
| Magazine             | Rang | Liste                          |
| -------------------- | ---- | ------------------------------ |
| The A.V. Club        | 6    | The 20 Best Albums of 2014     |
| Clash                | 1    | Top 40 Albums of 2014          |
| CMJ                  | 2    | The 30 Best Albums Of 2014     |
| Complex              | 10   | The 50 Best Albums of 2014     |
| Cosmopolitan         | 18   | The 20 Best Albums of 2014     |
| The Daily Telegraph  | 17   | Best 50 Albums of 2014         |
| Drowned in Sound     | 15   | 50 Favourite Albums of 2014    |
| Entertainment Weekly | 9    | 10 Best Albums of 2014         |
| Fact                 | 16   | The 50 Best Albums of 2014     |
| The Guardian         | 3    | The Best Albums of 2014        |
| The Huffington Post  | —    | The 23 Best Albums of 2014     |
| Mojo                 | 9    | 50 Best Albums of 2014         |
| musicOMH             | 5    | Top 100 Albums of 2014         |
| NME                  | 21   | Top 50 Albums of 2014          |
| Paste                | 35   | The 50 Best Albums of 2014     |
| Pitchfork            | 2    | The 50 Best Albums of 2014     |
| PopMatters           | 8    | The 80 Best Albums of 2014     |
| Q                    | 8    | Top 50 Albums of 2014          |
| The Quietus          | 11   | Albums of the Year 2014        |
| Rolling Stone        | 16   | 50 Best Albums of 2014         |
| Slant Magazine       | 7    | The 25 Best Albums of 2014     |
| Spin                 | 21   | The 50 Best Albums of 2014     |
| Stereogum            | 9    | The 50 Best Albums of 2014     |
| Time                 | 1    | Top 10 Best Albums of 2014     |
| Time Out London      | 7    | The 30 Best Albums of 2014     |
| Uncut                | 4    | The Top 75 Albums of the Year  |
| Under the Radar      | 13   | Top 140 Albums of 2014         |
| Vulture              | 15   | The 32 Best Pop Albums of 2014 |

## Liste des pistes
| 1.    | Preface    | FKA twigs                                    | 1:46 |
| 2.    | Lights On  | Arca                                         | 4:24 |
| 3.    | Two Weeks  | FKA twigs, Haynie                            | 4:07 |
| 4.    | Hours      | FKA twigs, Haynie, Hynes, Clams Casino, Arca | 4:35 |
| 5.    | Pendulum   | FKA twigs, Epworth                           | 4:58 |
| 6.    | Video Girl | FKA twigs, Haynie                            | 3:47 |
| 7.    | Numbers    | FKA twigs, Sampha                            | 3:43 |
| 8.    | Closer     | FKA twigs, Cy An, Tic                        | 3:45 |
| 9.    | Give Up    | Haynie, Arca                                 | 4:17 |
| 10.   | Kicks      | FKA twigs, Cy An                             | 5:24 |
| 40:46 |            |                                              |      |

| 11. | Weak Spot | FKA twigs, Tic | 3:43 |
| 12. | Ache      | FKA twigs, Tic | 5:00 |
| 13. | Breathe   | FKA twigs, Tic | 4:16 |
| 14. | Hide      | FKA twigs, Tic | 2:59 |

| 1. | One Time |  | inc., FKA twigs | 4:16 |

## Classements

### Classements hebdomadaires
| Classement (2014–15)                           | Meilleure position |
| ---------------------------------------------- | ------------------ |
| Australie (ARIA)                               | 30                 |
| Autriche (Ö3 Austria Top 40)                   | 42                 |
| Belgique (Flandre Ultratop)                    | 16                 |
| Belgique (Wallonie Ultratop)                   | 46                 |
| Danemark (Tracklisten)                         | 14                 |
| Pays-Bas (Mega Album Top 100)                  | 60                 |
| France (SNEP)                                  | 94                 |
| Allemagne (Media Control AG)                   | 50                 |
| Irlande (IRMA)                                 | 33                 |
| Irlande (Albums indés) (IRMA)                  | 6                  |
| Japon (Oricon)                                 | 109                |
| Nouvelle-Zélande (RIANZ)                       | 38                 |
| Écosse (OCC)                                   | 34                 |
| Suisse (Schweizer Hitparade)                   | 43                 |
| Royaume-Uni (UK Albums Chart)                  | 16                 |
| États-Unis Billboard 200                       | 30                 |
| États-Unis Dance/Electronic Albums (Billboard) | 1                  |
| États-Unis Independent Albums (Billboard)      | 3                  |

### Classement de fin d'année
| Classement (2014)                      | Position |
| -------------------------------------- | -------- |
| US Dance/Electronic Albums (Billboard) | 17       |

## Historique des sorties
| Pays        | Date         | Format                             | Édition        | Label           | Réf.   |
| ----------- | ------------ | ---------------------------------- | -------------- | --------------- | ------ |
| Japon       | 6 août 2014  | CD                                 | Standard       | Hostess         | [ 41 ] |
| Australie   | 8 août 2014  | CD, téléchargement digital         | Standard       | Young Turks     | ,      |
| Allemagne   | 8 août 2014  | CD, téléchargement digital, vinyle | Standard       | Young Turks, XL |        |
| Allemagne   | 8 août 2014  | LP + 7"                            | Édition deluxe | Young Turks, XL |        |
| Irlande     | 8 août 2014  | CD, téléchargement digital         | Standard       | Young Turks     | ,      |
| France      | 11 août 2014 | CD, téléchargement digital         | Standard       | Young Turks     | [ 66 ] |
| Royaume-Uni | 11 août 2014 | CD, téléchargement digital, vinyle | Standard       | Young Turks     |        |
| Royaume-Uni | 11 août 2014 | LP + 7"                            | Édition deluxe | Young Turks     |        |
| États-Unis  | 12 août 2014 | CD, téléchargement digital, vinyle | Standard       | XL              |        |
| Australie   | 15 août 2014 | LP                                 | Standard       | Young Turks     | [ 67 ] |
| France      | 18 août 2014 | LP                                 | Standard       | Young Turks     |        |
| France      | 18 août 2014 | LP + 7"                            | Édition deluxe | Young Turks     |        |
| États-Unis  | 25 août 2014 | LP                                 | Standard       | XL              |        |
| États-Unis  | 25 août 2014 | LP + 7"                            | Édition deluxe | XL              |        |